# George Harrison Shull
George Harrison Shull (* 15. April 1874 in Clark County, Ohio, USA; † 28. September 1954 in Princeton, New Jersey) war ein US-amerikanischer Botaniker und Pflanzengenetiker. Sein offizielles botanisches Autorenkürzel lautet „Shull“.

## Leben
George Harrison Shull arbeitete einige Jahre als Lehrer und studierte dann am Antioch College. Er arbeitete für verschiedene Regierungsbehörden und studierte Pflanzenphysiologie an der Universität Chicago. Ab 1915 bis 1942 lehrte er an der Princeton University.
Seit 1918 war er Mitglied der American Philosophical Society. Im Jahr 1939 wurde er korrespondierendes Mitglied der Österreichischen Akademie der Wissenschaften. 1940 wurde er zum Mitglied der Leopoldina gewählt.
Shull entdeckte den Heterosis-Effekt beim Mais. Aufgrund seiner Entdeckung konnte der Ertrag bei der Maisproduktion um bis zu 50 % gesteigert werden. Heute kommt in wirtschaftlich arbeitenden Betrieben nur noch Hybrid-Mais zur Ansaat. 